# Eupithecia mesodeicta
Eupithecia mesodeicta là một loài bướm đêm trong họ Geometridae.